# Angelburger Straße
Die Angelburger Straße (dän. Angelbogade) ist eine der ursprünglichen Hauptstraßen der Stadt Flensburg. Sie führt vom Südermarkt zum Hafermarkt und ist heute im Westteil Fußgängerzone mit Bus- und Fahrradspur; im Ostteil ist die Straße weitgehend verkehrsberuhigt.

## Lage
Die Angelburger Straße ist Teil einer uralten Ost-West-Verbindung zwischen Nordfriesland und Angeln. Sie füllt heute in der Flensburger Altstadt das Teilstück zwischen Südermarkt und Hafermarkt. Der Westteil gehört zum Kirchspiel St. Nikolai, der Ostteil zum Johannisviertel, welches eigentlich auch schon zur Region Angeln gehört. Die Straße hat von beiden Endpunkten aus ein deutliches Gefälle. Der tiefste Punkt liegt in der Mitte, wo sich früher die Stadtteilgrenze und die Hafenspitze befanden und wo heute die Verkehrsschneise der alten B 199 verläuft. Durch letztere wird die Angelburger Straße deutlicher als jemals zuvor in zwei Teile zerschnitten. Verstärkt wird dieser Eindruck noch durch die Eisenbahnbrücke an der Ostseite.
In der Westhälfte gibt es keine Nebenstraßen. In der Mitte wird die Straße durch die B 199 geteilt, die in Richtung Norden Süderhofenden, in Richtung Süden Friedrich-Ebert-Straße heißt. Durch den Bau der Friedrich-Ebert-Straße wurde die frühere Nebenstraße Mühlengang aufgehoben. Im Ostteil münden von Süden die 1882–84 angelegte Viktoriastraße und von Norden die sehr alten Straßen Süderfischerstraße und Johanniskirchhof (Zugang zur Johanniskirche) in die Angelburger Straße.

## Geschichte

### Mittelalter

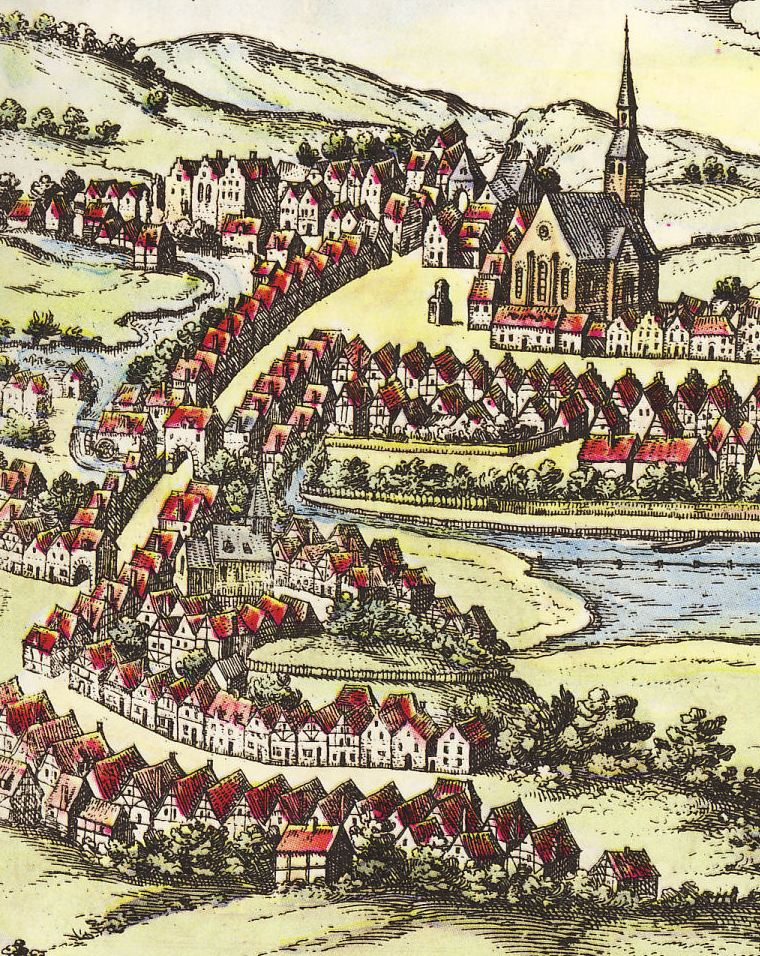
Mittelalterliche Ansicht mit der senkrecht verlaufenden Angelburger Straße (Blick Richtung Westen) und den Stadttoren Johannistor und Mühlentor (in der Mitte)

Der Name einer der wohl ältesten Straßen Flensburgs wird erstmals im Jahr 1436 namentlich erwähnt. Anders als der Name vermuten lässt, ist zumindest heutzutage in der Umgebung keine Burg zu entdecken. Deshalb wird wohl teilweise angenommen, dass sich der Name auf die Bewohner der Landschaft Angelns (dänisch Angelboer) bezieht, denn das alte Wort „Bo“ lässt sich mit „Bewohner“ übersetzen, womit die Straße eigentlich eher „Angelbürger Straße“ heißen müsste, wobei jedoch das „Bo“ im Burgnamen Eddebo, eine Burganlage, welche unweit in der Marienhölzung liegt, dann doch mit „Burg“ übertragen wird, womit klar wird, dass der Name offenbar zweierlei bedeuten könnte. Zudem gibt es Vermutungen, dass in der Nähe doch einst eine Burg gestanden hat.
An der Spitze der Flensburger Förde, in die hier der Mühlenstrom mündet, befand sich seit dem Frühmittelalter die Grenze zweier Harden, der Wiesharde im Westen und der Husbyharde im Osten. Vermutlich befand sich hier auch zeitweise eine Zollstelle, die bei der Entstehung der Stadt eine Rolle gespielt haben mag (vgl. Dammhofareal). Östlich hiervon wuchs mit dem späteren Johannisviertel zunächst eine Fischersiedlung heran, die sich aber offenbar auch zu einem kleinen Handelsplatz entwickelte. Im 12. Jahrhundert erhielt dieser ein eigenes Gotteshaus, die Johanniskirche, die vermutlich zunächst eine Filiale der Adelbyer Johanniskirche war, welche denselben Schutzpatron hatte. Unsicher ist, ob sich unweit der Hafenspitze auch die im heutigen Stadtwappen noch zu sehende Turmburg befunden haben mag. Ebenso unsicher ist, ob mit dem 1248 erstmals schriftlich erwähnten, seinerzeit im Bruderkrieg zwischen König Erik Plovpenning und Herzog Abel zerstörten Flensburg um diese Siedlung handelt oder ob auch mehrere der drei anderen Gründungskerne der Stadt schon existiert hatten.
Spätestens gegen Ende des 13. Jahrhunderts verlagerte sich der Schwerpunkt der wachsenden Stadt Flensburg auf das Westufer der Förde, weil der Zugang zum Hafen hier wesentlich einfacher war. Während die beiden inneren Siedlungskerne um St. Nikolai und St. Marien Sitz der meisten Kaufleute wurden, entwickelte sich das Johannisviertel ebenso wie die Ramsharde im Norden zu einer Vorstadt der Kleinbürger. Das Viertel wurde nicht von der Stadtmauer umschlossen, sondern erhielt eine Palisadenbefestigung. Dadurch wurde die Angelburger Straße Standort zweier Stadttore, nämlich des Mühlentors als Ostausgang des Nikolaiviertels nahe der ursprünglichen Hafenspitze und des Johannistores als eigentlicher Stadtausgang gen Osten unmittelbar vor dem später entstehenden Hafermarkt.

### Neuzeit
Der Name Angelburger Straße war bis ins 19. Jahrhundert hinein nur für den Westteil der Straße gültig. Östlich des Mühlentores hieß die Straße bis zum Jahr 1881 Große Johannisstraße beziehungsweise Große St.-Johannis-Straße. Im Westteil entstanden zahlreiche Kaufmannshöfe, die allerdings weniger langgestreckt waren als jene an der Ostseite von Holm, Großer Straße und Norderstraße. Die Höfe auf der Nordseite hatten ursprünglich auch Zugang zum Hafen, jene auf der Südseite immerhin zum Kleinen Mühlenteich.
Auch wenn die Hafenspitze zunehmend verlandete, blieb die Angelburger Straße eine der wichtigsten Straßen der Stadt. 1854 wurde die erste Eisenbahn im damaligen Herzogtum Schleswig eröffnet. Sie führte über eine Brücke über die Angelburger Straße hinweg, die – 1929 erneuert – noch heute besteht. 1881 wurde die westliche Hälfte der Straße von der Pferdebahn erschlossen, deren Gleis hart östlich der Eisenbahnbrücke stumpf mitten auf der Straße endete. Die Konzession für diese Bahn wurde nicht über 1906 hinaus verlängert. Ab 1907 verkehrte hier nun die elektrische Straßenbahn in Regie der Stadt, ab 1912 mit zwei Linien, deren Endpunkte viel weiter im Nordosten lagen.
In der Kaiserzeit wurden einige der historischen Giebelhäuser durch höhere Bauten ersetzt. Zudem erfolgte 1882 auf Kosten der Häuser 50–54 der Durchbruch der Viktoriastraße als neue Verbindung zum 1875 eingemeindeten Stadtteil Fischerhof.

### 20. Jahrhundert

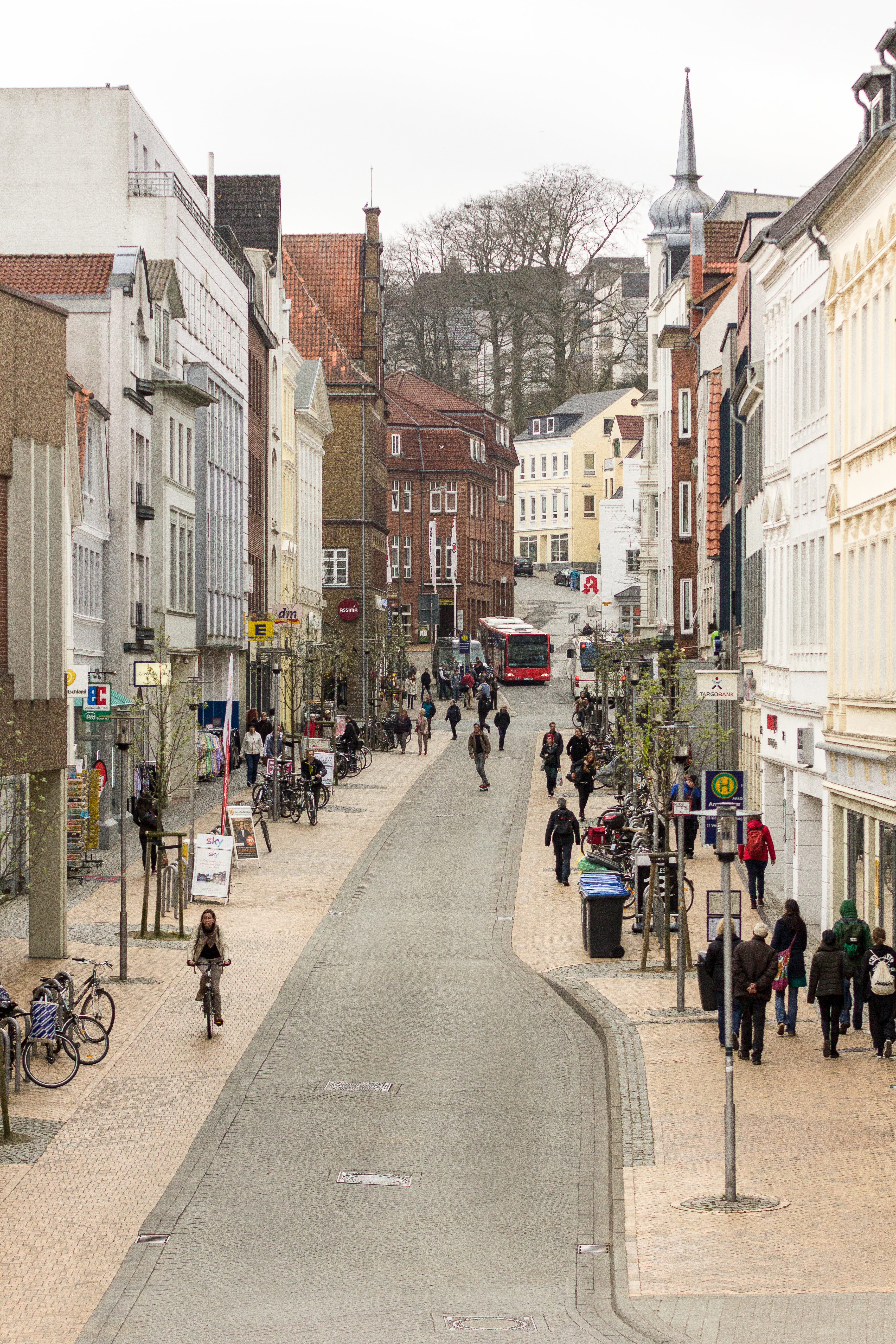
Der Westteil der Angelburger Straße gesehen von Süderhofenden. (2015)

1909 verlegte das Flensburger Rumhandelshaus Hansen den Firmensitz in die Angelburger Str. 30–32/Friedrich-Ebert-Str. 2. In den 1920er und 1930er Jahren wurde die Teilung der Straße in der Mitte verstärkt, als zwar einerseits die Bahnanlagen um den alten Hauptbahnhof zurückgebaut wurden, dafür aber der bis dahin idyllische Spazierweg Süderhofenden und die als dessen südliche Verlängerung auf Kosten von Mühlengang, der Anlage der früheren königlichen Wassermühle und des Kleinen Mühlenteichs neu angelegten Friedrich-Ebert-Straße zur neuen Durchgangsstraße ausgebaut wurden. Gleichzeitig verlor die Angelburger Straße 1927 die Straßenbahnlinie 1, deren südliches Ende zum neuen Hauptbahnhof verlegt wurde.
Bedeutende Veränderungen ergaben sich nach dem Zweiten Weltkrieg, als es auch im vom Bombenkrieg weitgehend verschonten Flensburg Pläne zum Ausbau einer autogerechten Stadt gab. Zwar wurden die Entwürfe des Städteplaners Bruno Wehner, welche praktisch die komplette Zerstörung weiter Teile der Altstadt vorgesehen hatten, nicht verwirklicht, doch wurde die Angelburger Straße zunehmend dem steigenden Bedürfnissen des motorisierten Individualverkehrs angepasst. 1957 wurde die Straßenbahnlinie 3 durch Autobusse ersetzt. Wenig später wurde die Straße zu einer teilweise mehrspurigen Einbahnstraße in Ost-West-Richtung ausgebaut.
Infolge der noch immer verfolgten Verkehrsplanungen der 1950er Jahre verfiel das Johannisviertel immer mehr. Auch an der Nordseite der Angelburger Straße wurden mehrere Häuser abgerissen. Die Baulücken auf den Grundstücken 55–57 und 79 f.-Hafermarkt 3 wurden zu Parkplätzen. 1962 wurde von Beate Uhse der erste Sexshop der Welt in der Angelburger Straße 58 eröffnet.
Erst in den 1980er Jahren setzte allmählich ein Umdenken zur Rettung dieses Stadtteils ein. Der Westteil der Straße wurde hingegen stark von der Citybildung in der westlichen Altstadt geprägt. 1960 wurde der aufgegebene Firmensitz von Hansen Rum abgerissen. Im Westteil der Angelburger Straße wurden in den 1960er und 1970er Jahren einige den bisherigen Maßstab sprengende Geschäftshäuser errichtet. Im Frühjahr 1975 wurde auf Grundstück, auf dem sich zuvor der Sitz des Rumhandelshauses Hansen befand, eine neu gebaute Flensburger C&A-Filiale eröffnet, die bis heute besteht. In den 1990er Jahren wurde dieser Straßenabschnitt verkehrsberuhigt. 1996 wurde die Angelburger Straße zur Fußgängerstraße umgestaltet.

## 21. Jahrhundert
Die Angelburger Straße ist noch heute eine typische innerstädtische Geschäftsstraße. Allerdings unterscheiden sich die nach wie vor durch die Verkehrsschneise getrennten Hälften recht markant voneinander. Der Westteil ist seit 2007 Fußgängerzone mit einer Bus- und Fahrradspur in der Mitte. Auf den Grundstücken 17–19 befindet sich der südliche Eingang der Flensburg Galerie, des größten innerstädtischen Einkaufszentrums. Dieses reicht weiter östlich ebenfalls bis an die Straße heran, hat dort aber keinen weiteren Eingang. Die meisten Geschäfte in der Angelburger Straße gehören zu deutschlandweiten oder internationalen Filialketten. Es gibt jedoch auch einige Leerstände. In der östlichen Straßenhälfte gibt es noch einige kleinere inhabergeführte Geschäfte und vor allem Gaststätten. Allerdings gibt es hier seit den 1990er Jahren immer mehr Leerstände.
Die in Ost-West-Richtung von mehreren Buslinien befahrene Angelburger Straße zählt nach wie vor zu den wichtigsten Achsen des Flensburger Busnetzes. Die Linien 10 und 11 durchfahren die Straße in voller Länge. Die Linien 3, 7 und 13 fahren vom Hafermarkt kommend ebenso wie die östlichen Überlandverbindungen über die Süderhofenden in Richtung ZOB. In Gegenrichtung fahren diese Linien im Westteil der Straße zum Südermarkt und von dort über Friedrich-Ebert-Straße und Heinrichstraße wieder zum Hafermarkt. Vom ZOB kommend fahren auch die Linien 1, 2, 4, 5, 8, 12, 14, 15 und mehrere Überlandlinien durch die westliche Angelburger Straße zum Südermarkt. Die Haltestelle Angelburger Straße ist deshalb neben ZOB, Südermarkt und Hafermarkt die wichtigste Umsteigehaltestelle der Stadt.

## Bemerkenswerte Bauten

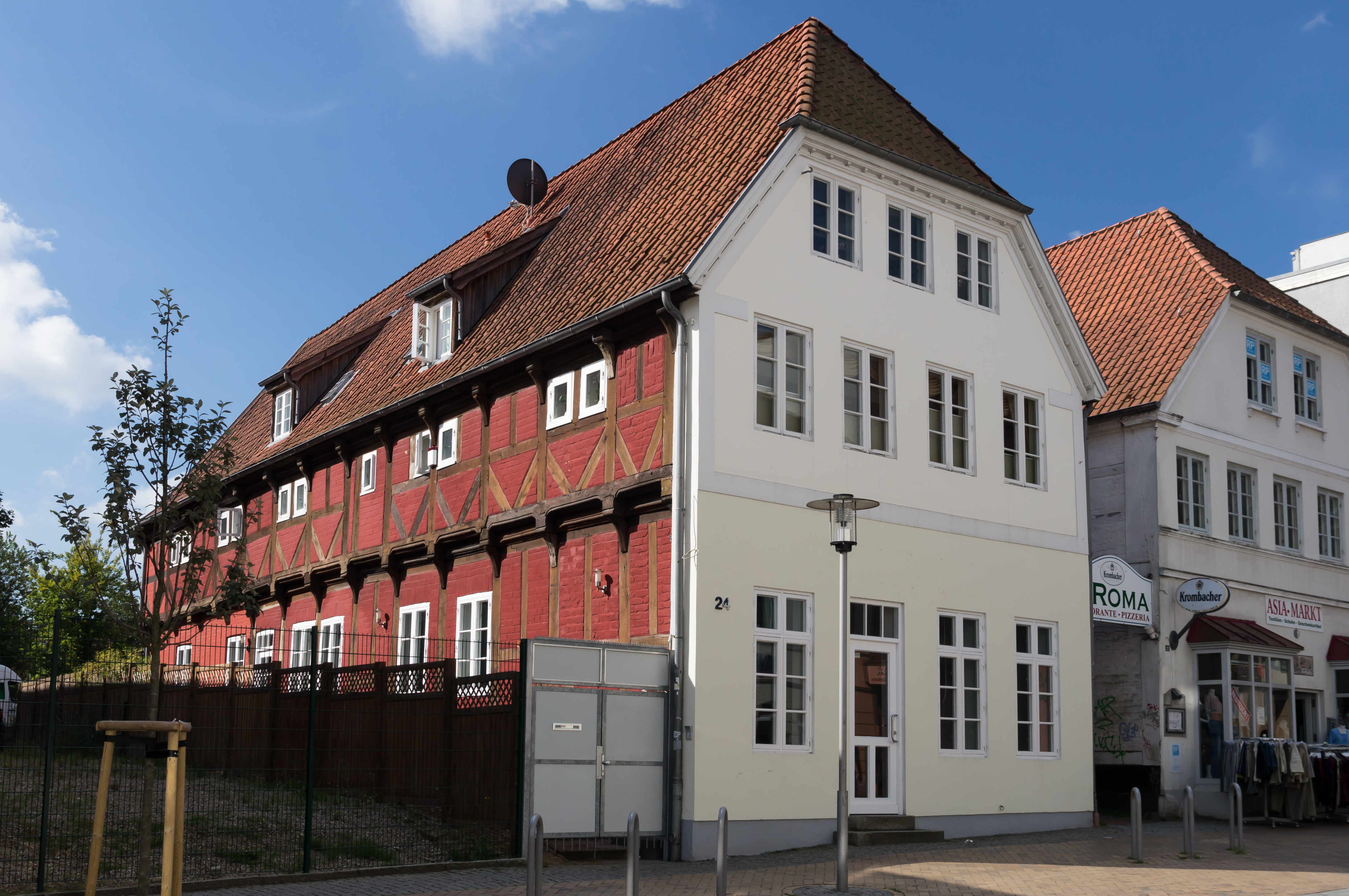
Das Fachwerkhaus in der Angelburger Straße 24 ist ein Kulturdenkmal in der Flensburger Altstadt.

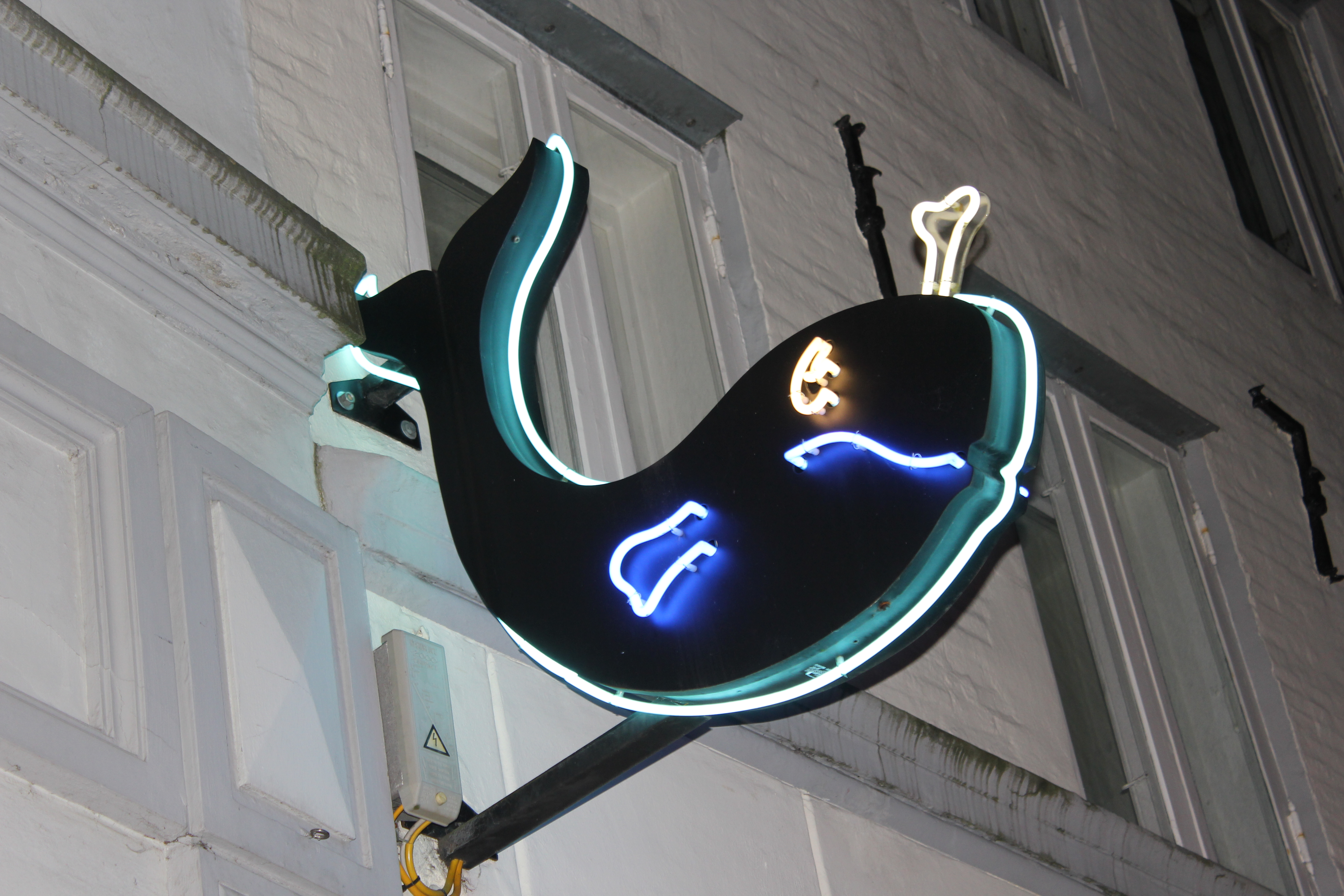
Der schwarze Walfisch am Gasthaus Schwarzer Walfisch (2014)

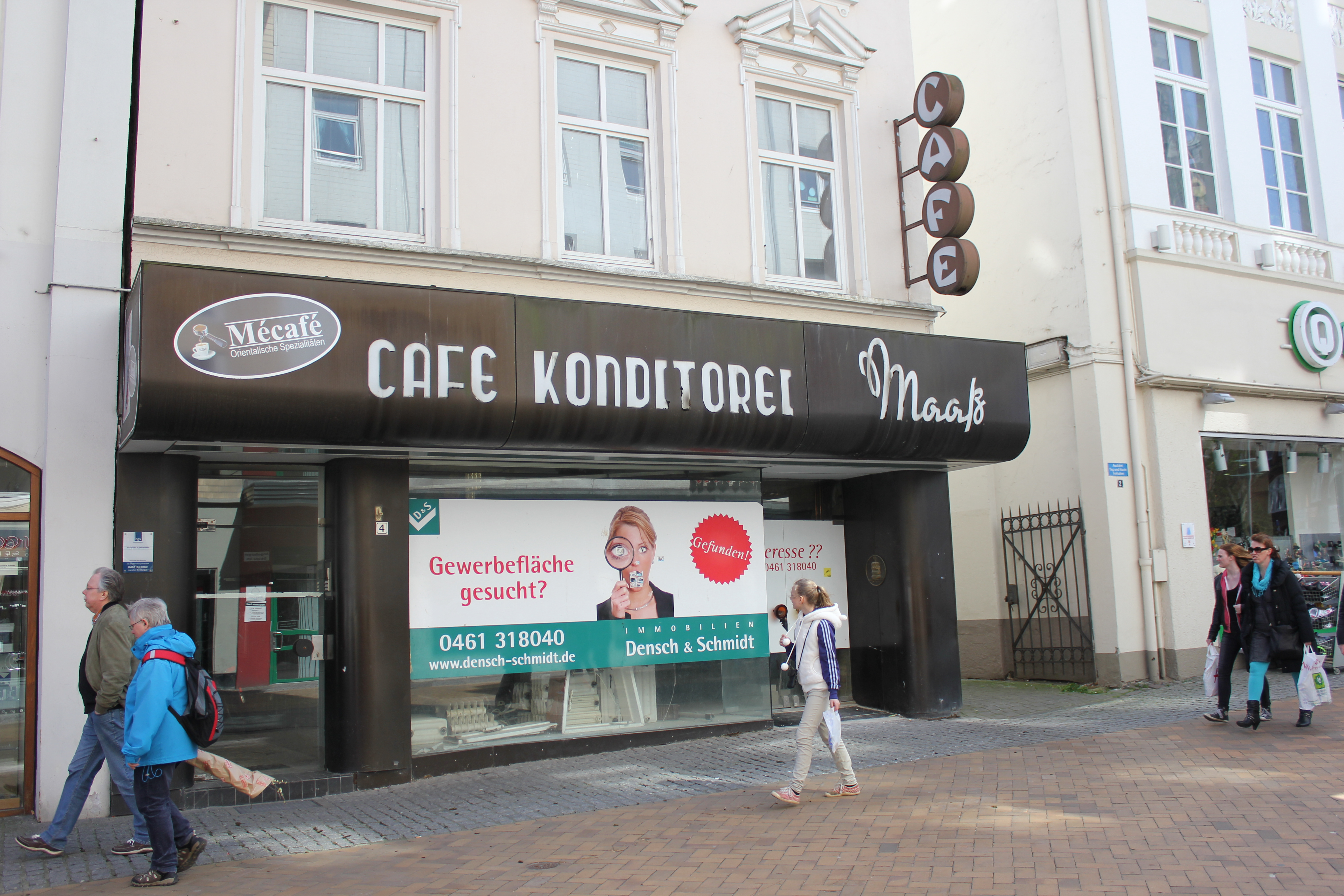
Bis in die ersten 2000er Jahre hinein befand sich Flensburgs älteste Konditorei, das Café Maaß aus dem Jahr 1871, in der Angelburger Straße 4.

Trotz zahlreicher Verluste in der Gründerzeit und noch mehr in den 1960er und 1970er Jahren sind in der Angelburger Straße recht viele historische Giebelhäuser erhalten geblieben.
- Haus Nr. 2 zählt zu den Hauptwerken des Klassizismus in der Fördestadt. Entworfen wurde es 1804 von Axel Bundsen. Neben wesentlichen Teilen der Fassade haben sich auch im Inneren das Treppenhaus und zahlreiche Stuckarbeiten aus der Erbauungszeit erhalten. Letztere stammen vermutlich aus der Werkstatt von Francesco Antonio Tadey.
- Die einander recht ähnlichen Häuser Nr. 22 und 24 erhielten um 1800 ihre heutigen Krüppelwalmgiebel, gehen im Kern aber auf das 16. Jahrhundert zurück. Bemerkenswert ist die Fachwerk-Seitenfront des Hauses Nr. 24., das als Gaststätte genutzt wird.
- Auch das Spitzgiebelhaus Nr. 73 mit seinen zweistöckigen flachrunden Utluchten stammt im Kern aus dem 16. Jahrhundert. Der Giebel erhielt seine heutige Form wohl Ende des 17. Jahrhunderts. Auch einige der in Fachwerk ausgeführten Hoftrakte blieben erhalten. Das Gebäude wird heute ebenfalls als Gaststätte genutzt.
- Weitere bemerkenswerte historische Giebelhäuser, teilweise mit erhaltenen Hofbauten, sind (wenn auch in unterschiedlichem Erhaltungszustand) die Nummern 13, 15, 44 (die historische Gaststätte Schwarzer Walfisch), 51 (das Thormählen-Haus), 56 und 78.

Zu den schwersten Verlusten zählen das Haus der Königin (Nr. 17), das einst Königin Dorothea gehört haben soll, das 1936 abgerissene stattliche Patrizierhaus Nr. 19, der 1974 abgebrochene Indigohof (Nr. 28), die bemerkenswerten Fachwerkhäuser Nr. 46 und 65 sowie mehrere weitere Giebelhäuser und Hofbauten.
Die Hausadresse Angelburger Straße 31–33, die sich auf der Nordseite der Westhälfte der Straße befindet, soll der Sage nach um 1400 Margarethe I. als Unterkunft gedient haben. Unter ihr wurde in Flensburg auch die Duburg errichtet. 1412 starb sie auf einem Schiff im Flensburger Hafen (vgl. auch mit der Sage vom Tod der Königin Margarethe im Flensburger Hafen). Heute steht jedoch auf erwähnter Hausadresse in der Angelburger Straße ein Neubau.